# Infame (álbum)
Infame es el séptimo álbum de estudio del grupo argentino Babasónicos. Musicalmente, tiene una cierta continuidad con Jessico, incluyendo más canciones en formato pop y algunas baladas. En contraste con esto, también hay algo de rock, como se ilustra en "Once" y en "Sin mi diablo", esta última con una temática bastante cercana a la oscuridad de Babasónica. El álbum estuvo nominado a los Grammy's del 2004, y a los Premios Gardel donde obtuvo seis galardones, incluyendo el "Gardel de Oro". Canciones como «Irresponsables» e «¿Y qué?» fueron éxito en Argentina y varios países latinoamericanos.

## Lista de canciones
Todas las letras escritas por Adrián Dárgelos.
| N.º | Título             | Música                                 | Duración |  |
| 1.  | «Irresponsables»   | Adrián Dárgelos · Mariano Roger        | 2:36     |  |
| 2.  | «Risa»             | Adrián Dárgelos                        | 3:07     |  |
| 3.  | «Pistero»          | Dárgelos · Tuñón · Manelli             | 2:58     |  |
| 4.  | «Estertor»         | Adrián Dárgelos                        | 3:03     |  |
| 5.  | «Putita»           | Dárgelos · Tuñón · Roger               | 3:45     |  |
| 6.  | «Suturno»          | Dárgelos · Rodríguez · Tuñón · Manelli | 3:53     |  |
| 7.  | «Mareo»            | Adrián Dárgelos · Mariano Roger        | 3:32     |  |
| 8.  | «Sin mi diablo»    | Adrián Dárgelos · Gabriel Manelli      | 3:01     |  |
| 9.  | «Curtís»           | Mariano Roger                          | 3:27     |  |
| 10. | «Y qué»            | Adrián Dárgelos · Mariano Roger        | 3:07     |  |
| 11. | «La puntita»       | Adrián Dárgelos · Mariano Roger        | 3:13     |  |
| 12. | «Fan de Scorpions» | Adrián Dárgelos · Gabriel Manelli      | 2:15     |  |
| 13. | «Gratis»           | Adrián Dárgelos · Gabriel Manelli      | 3:05     |  |
| 14. | «Once»             | Adrián Dárgelos                        | 2:33     |  |

## Personal
- Producción: Andrew Weiss y Babasónicos.
- Grabación: Andrew Weiss y Gustavo Iglesias.
- Mezclado: Andrew Weiss.
- Asistente de mezcla: Mariano Bilinkis.
- Masterización: Howie Weinberg en Masterdisk.
- Diseño gráfico: Alejandro Ros.
- Arte de tapa: Diego Boria.

## Cortes de difusión
El álbum fue acompañado por cuatro cortes de difusión:
- "Irresponsables", editado en 2003;
- "Putita", editado en 2004;
- "Y qué", editado en 2004;
- "Risa", editado en 2005.

Cada uno de estos cortes fue acompañado por un videoclip. El video de "Putita" muestra una competencia acuática donde una participante se impone sobre sus rivales. "Irresponsables" fue grabado en versión tango por Hernán "Cucuza" Castiello en su disco Menesunda.

## Posicionamiento en listas
| Listas (2025)     | Mejor posición |
| ----------------- | -------------- |
| Argentina (CAPIF) | 1              |